# Raúl Dans
Raúl Dans (La Coruña, Galicia, España, en 1964) es un dramaturgo, guionista y actor de doblaje español.

## Biografía
Raúl Dans nació en La Coruña, Galicia, España, en el año 1964.
Es uno de los autores teatrales más destacados de la llamada Generación de los 90 o Generación Bradomín. Sus obras consiguieron los más importantes premios para textos teatrales que se convocan en Galicia -el Álvaro Cunqueiro (1994 / 2010) y el Rafael Dieste (1993)-, así como en el ámbito de la dramaturgia española, el Premi Born con su obra Derrota en 1997 y con Una corriente salvaje en 2012. Su obra no dejó de editarse desde que irrumpió en el panorama literario con Matalobos en 1993. Lugar, su pieza más emblemática, fue publicada en la Biblioteca 120 de La Voz de Galicia y representada por el Centro Dramático Galego.
Como guionista de ficción para televisión formó parte de los equipos de creación y escritura de la mayor parte de las series de ficción de TVG de los últimos tiempos: Pratos combinados, Padre Casares, A vida por diante, A miña sogra e mais eu, Terra de Miranda, As leis de Celavella, etc. También ha escrito ficción cinematográfica: los largometrajes Fragmentos y Ás portas do paraíso, con subvención de la Consejería de Cultura de la Junta de Galicia; y los cortometrajes Ondada, A grande viaxe y O elixido
Profesional de la interpretación y del doblaje para cine y televisión desde 1985, les ha puesto voz a Jerry Lewis (en  castellano y gallego), Kenneth Branagh, Rowan Atkinson y Johnny Depp, entre outros.
En sus inicios, fue creador, guionista y locutor de programas radiofónicos para Radio Cadena Española en A Coruña, en diversos formatos: Sin título (humor), Ráfagas (dramático), Imos gratis ao teatro (reportaje). Su formación como dramaturgo y guionista ha sido autodidacta, asistiendo a seminarios y cursos impartidos por: Robert McKee, Sanchis Sinisterra, Víctor Erice y Jean-Claude Carrière.
En 2012 gana el Premi Born de Teatre en su XXXVII edición,  por su obra Una corriente salvaje.
En 2015 gana el XXIV Premio SGAE de Teatro Jardiel Poncela con su obra Las canciones que les cantaban a los niños, texto en torno al fin ETA que explora los temas de la culpa, el perdón y la redención. Dans persiste en estas líneas temáticas en Só un home bo, obra con la que en 2020 logra el II Premio Laudamuco para textos teatrales y que, un año más tarde, gana el Premio Follas Novas del Libro Gallego.

## Obras publicadas

### Teatro
- DFW nas profundidades da tristeza infinita - Edicións Laiovento (Santiago de Compostela, 2021).
- As cancións que lles cantaban aos cativos - Edicións Laiovento (Santiago de Compostela, 2021). Revista Galega de Teatro, n.º 88 (Vigo, 2016). Fundación SGAE. Edición en español. (Madrid, 2016).
- Só un home bo - Edicións Positivas (Santiago de Compostela, 2020).
- Historia dunha descoñecida - Edicións Laiovento (Santiago de Compostela, 2020).
- Unha corrente salvaxe - Edicións Laiovento (Santiago de Compostela, 2020); Revista Galega de Teatro, n.º 75 (Vigo, 2013). Editada en español y euskera por Artezblai Editores (Bilbao, 2013); y en catalán por Arola Editors (Barcelona, 2013).[1]
- Chegamos despois a unha terra gris - Edicións Xerais/Agadic (Vigo, 2011).[2]
- Nun mundo hostil. Teatro breve reunido (1997-2007) - Espiral Maior (La Coruña, 2008). Edición que recoge un total de 16 piezas breves, publicadas anteriormente en diferentes revistas y libros colectivos.
- Nachtmahr - Edicións Xerais/Agadic (Vigo, 2008).
- A chamada - Editora 7Letras, con traducción al portugués de José Rubens Siqueira (Río de Janeiro, 2001) y Baía Edicións (La Coruña, 2002).
- Foreber - Revista Galega de Teatro, n° 22 (Vigo, 2000).
- Cita con diaño - Tristram Editores (Lugo, 1999).
- Estrema - Edicións Xerais (Vigo, 1999).
- Derrota - Edicións Xerais (Vigo, 1999) y Revista Escena (Barcelona, septiembre de 1997).
- Lugar - Edicións Xerais (Vigo, 1995), Textos do Centro Dramático Galego, IGAEM (Santiago de Compostela, 1999), Biblioteca Galega 120 de La Voz de Galicia (La Coruña, 2002) y Caos Ediciones Digitales (Madrid 2005).
- Matalobos - Publicaciones de la Asociación de Directores de Escena de España. Edición bilingüe (Madrid, 2019); Biblioteca-Arquivo Teatral F. Pillado Mayor. Universidad de La Coruña. (La Coruña, 2010); Colección de Textos Teatrales de la Diputación Provincial de La Coruña (La Coruña, 1993).

### Teatro infantil
- Un mosquito de nome Henri - Baía Edicións (La Coruña, 2013).

### Narrativa infantil
- Pauliño é un cabalo - Edicións Xerais (Vigo, 2016).

### Ensayo
- Confesións dun practicante. As aventuras dun dramaturgo en Galicia - Tristram Editores (Lugo, 2004). Volumen en el que se reúnen –anotados a pie de página y conformando una suerte de libro de memorias- ensayos y conferencias publicados anteriormente en diversos libros colectivos y revistas especializadas.

## Guionista
Televisión
- Pratos combinados (Diálogos)
- Avenida de América (Diálogos)
- Mareas vivas (Diálogos)
- Terra de Miranda (Argumentos y diálogos)
- As leis de Celavella (Argumentos)
- A miña sogra e máis eu (Idea, biblia, argumentos y edición de guion)
- A vida por diante (Biblia y argumentos)
- Padre Casares (Argumentos)
- Pazo de familia (Diálogos)

Cine
- Fragmentos dun amor (Subvencionado por la Consejería de Cultura de la Junta de Galicia. No producido.)
- Ás portas do paraíso (Subvencionado por la Consejería de Cultura de la Junta de Galicia. No producido.)

Cortometrajes
- Ondada, dirigido por J. A. Jiménez.
- A grande viaxe, dirigido por J. A. Jiménez.
- O paso, dirigido por Carlota Dans.
- O elixido, dirigido por Chema Gagino.

## Premios
- Premio Follas Novas do Libro Galego 2021 (Teatro) por Só un home bo
- II Premio Laudamuco para textos teatrales (2020) por Só un home bo
- XXIV Premio SGAE de Teatro Jardiel Poncela (2015) por Las canciones que les cantaban a los niños
- XXXVII Premi Born de Teatro (Ciudadela de Menorca, 2012) por Una corriente salvaje.
- Premio Barriga Verde de Teatro de Monicreques (2012) por Un mosquito de nombre Henri.
- Premio do Libro Galego da AELG 2012 (Teatro) por Chegamos despois a unha terra gris.
- Premio Álvaro Cunqueiro de Teatro (2010) por Chegamos despois a unha terra gris.
- Premio Mestre Mateo de Guion (2005) por As leis de celavella.
- Premio Mestre Mateo de Guion (2003) por Terra de Miranda.
- XXII Premi Born de Teatro. (Ciudadela de Menorca, 1997) por Derrota.
- Premios Obradoiro na Rúa para guiones de cortometraje (1997). Premiados tres guiones:  Ondada, Ecterior día y O proceso.
- Premio Álvaro Cunqueiro de Teatro (1994) por Lugar.
- Premio Rafael Dieste para textos teatrales (1993) por Matalobos
- Premio de Teatro del Certamen Literario de la Facultad de Filología de la USC (1990) por Water-look

## Obra teatral estrenada
- Las canciones que les cantaban a los niños. Saltantes Teatro. Asturias. 2017.
- Derrota. Argos Teatro, dirección de Edith Obregón. La[3] Habana, 2011.
- La llamada. Dirección Juliana Galdino. Sao Paulo, 2009.
- Punto franco. Compañía de Walter Manfré, dirección de Walter Manfré. Madrid, 2001.
- Foreber. Trasno Novo Teatro. Cangas, 2000.
- Estrema. Compañía Furafollas, dirección de Anxo Baranga. Teatro del Raval. Barcelona, 2000.
- Lugar. Centro Dramático Galego, dirección de Antonio Simón. Teatro Colón. La Coruña, 1999.
- Matalobos. Grupo de Teatro da Universidade de Santiago de Compostela, dirección de Roberto Salgueiro. Teatro Colón. La Coruña, 1994.

## Actor de doblaje
Gallego
- O profesor chiflado,  A miña amiga Irma, Tolo por Anita Voz de Jerry Lewis.
- Mr. Bean Serie. Voz de Rowan Atkinson (Mr. Bean).
- Amadeus de Milos Forman. Voz de Tom Hulce (Mozart).
- A guerra das galaxias. O Imperio contraataca. O retorno do Jedi de Georges Lucas.  Voz de C3PO.
- Detective en Hollywood de Martin Brest. Voz de Eddie Murphy (Axel Foley).
- A Víbora Negra (Serie). Voz de Rowan Atkinson (Víbora Negra).
- Os novos (Serie). Voz de Adrian Edmonson (Vyvyan).
- Resacón nas Vegas de Todd Phillips. Voz de Bradley Cooper.
- Os pais dela de Jay Roach. Voz de Ben Stiller.
- O francotirador de Clint Eastwood. Voz de Bradley Cooper.

Castellano
- Weekend family (Serie) Voz de Éric Judor (Fred).
- Dream Raider (Serie) Voz de David Yao-Qing Wang (Mo Qi-Feng)
- Sisi (Serie) Voz de Jannik Schümann (Franz).
- Endeavour (Serie) Voz de James Bradshaw (Dr. Max DeBryn)
- Heels (Serie) Voz de Stephen Amell (Jack Spade).
- Los Durrell (Serie) Voz de Josh O'Connor (Larry Durrell).
- Castlevania (Serie) Voz de Trevor Belmont.
- Podría destruirte (Serie) Voz de Karan Gill (Zain).
- Dave (Serie) Voz de Andrew Santino (Mike).
- Trackers (Serie) Voz de James Gracie (Lemmer).
- Our boys (Serie) Voz de Or Ben-Melech (Yosef).
- Strike (Serie) Voz de Tom Burke (Cormoran Strike).
- Little Britain USA (Serie) Voz de David Walliams.
- Nuevos policías (Serie) Voz de Johnny Depp.
- Enrique V de K. Branagh. Voz de K. Branagh.